# Coniophora prasinoides
Coniophora prasinoides är en svampart som först beskrevs av Bourdot & Galzin, och fick sitt nu gällande namn av Bourdot & Galzin 1928. Coniophora prasinoides ingår i släktet Coniophora och familjen Coniophoraceae.   Inga underarter finns listade i Catalogue of Life.